# Kurt Fordan

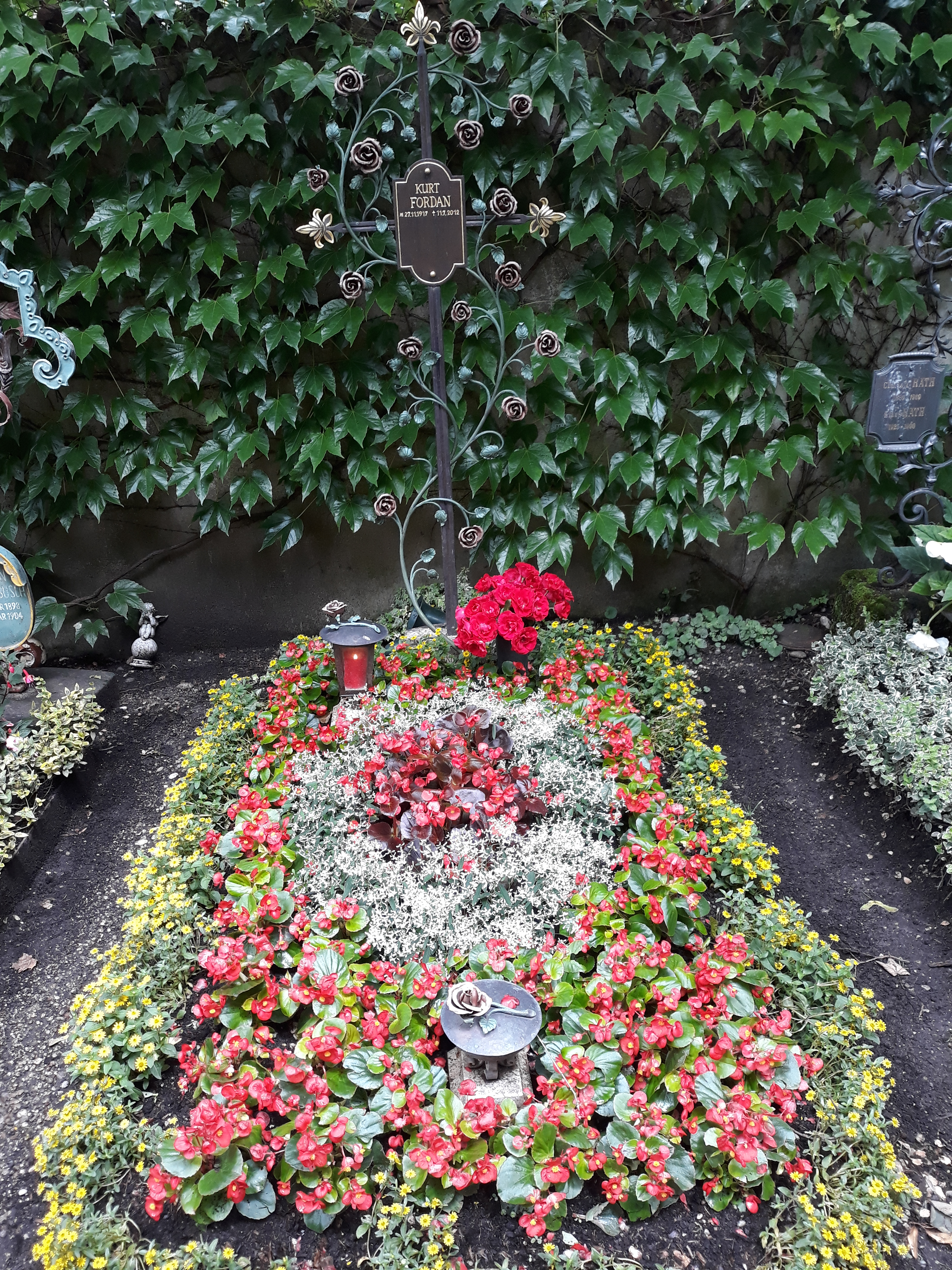
Das Grab von Kurt Fordan auf dem Bogenhausener Friedhof in München.

Kurt Fordan (* 27. November 1917 in Breslau; † 11. Juli 2012 in München) war ein deutscher Textilunternehmer.

## Werdegang
Fordan war Gründer und Inhaber einer Firma für Damenoberbekleidung in München. Er war als stellvertretender Vorsitzender Mitglied der Leitung des Verbandes der deutschen Damenoberbekleidungsindustrie e. V.
Er war Mitbegründer der FDP in Bayern und im Bund und 20 Jahre Schatzmeister des bayerischen Landesverbandes der Partei. Zehn Jahre war er Vorsitzender des FDP-Stadtverbandes München.
1998 gründete er den Förderverein Kurt Fordan für herausragende Begabungen e. V., der junge Menschen mit einem Berufsziel an den Schaltstellen in den Bereichen Wirtschaft oder Politik durch Stipendien unterstützt. Zudem vergibt der Förderverein gemeinsam mit dem Institut für Produktionswirtschaft und Controlling der Ludwig-Maximilians-Universität München den Kurt-Fordan-Diplomarbeitspreis.

## Ehrungen
- Bundesverdienstkreuz am Bande (6. Juli 2007)[3]
- Ehrensenator der Ludwig-Maximilians-Universität München